# تشون
تشون، روستایی است از توابع بخش بندپی شرقی شهرستان بابل در استان مازندران ایران.جمعیت این روستا در دهستان سجادرود قرار دارد و براساس سرشماری مرکز آمار ایران در سال ۱۳۸۵، جمعیت آن ۳۵۲ نفر (۱۰۴خانوار) بوده‌است.